# Universität Yanbian

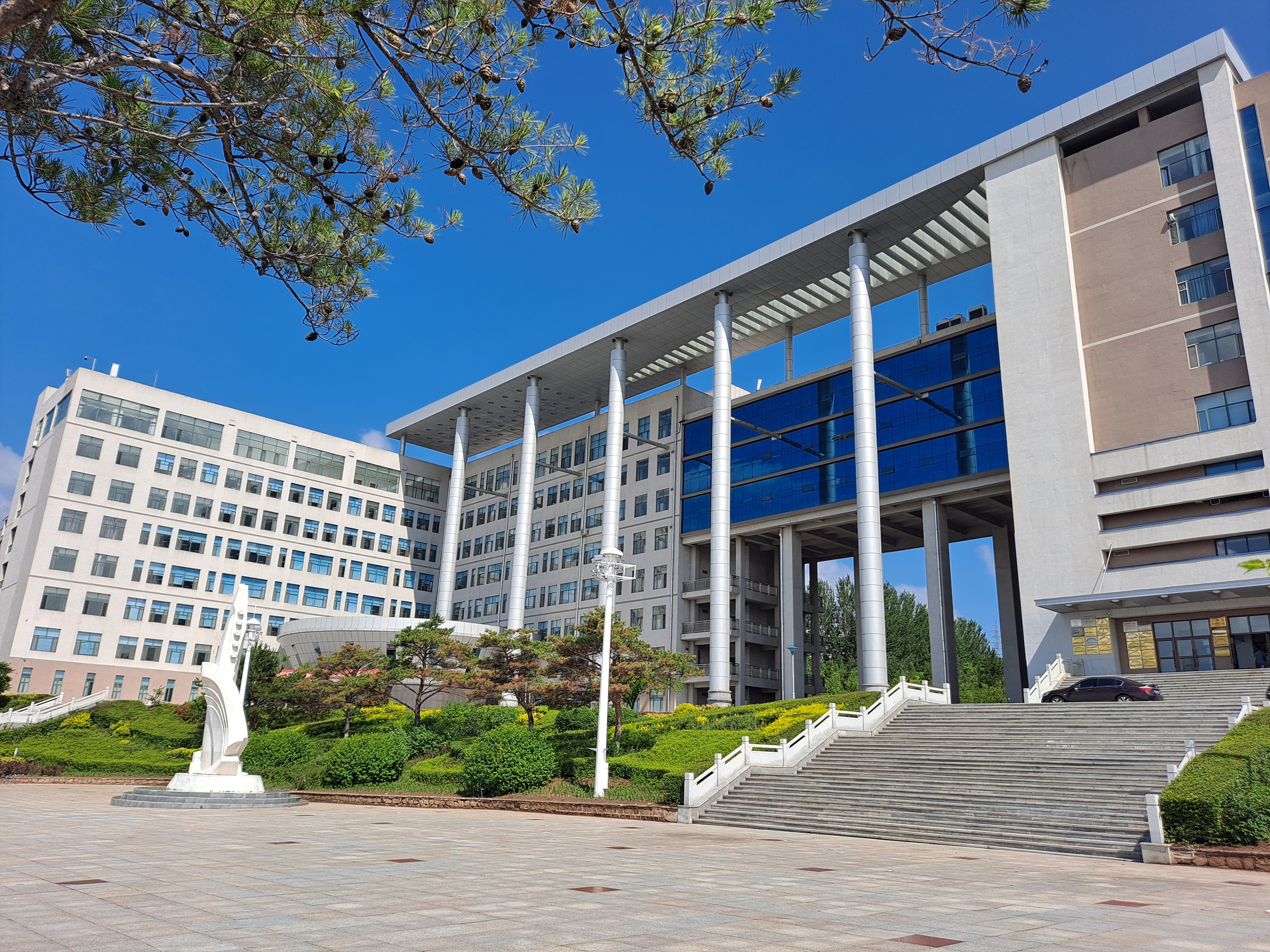
Die Universität Yanbian

Die Universität Yanbian (chinesisch 延边大学, Pinyin Yanbian Dàxué; koreanisch 연변대학 – Yeonbyeon Daehak) ist eine am 20. März 1949 gegründete, staatliche Universität in der Volksrepublik China. Sie hat ihren Sitz in Yanji, der Hauptstadt des Autonomen Bezirks Yanbian der Koreaner.

## Geschichte
Die Universität wurde zwei Monate nach dem Einmarsch kommunistischer Truppen in Peking, am 20. März 1949, gegründet. Als sowohl koreanisch- als auch chinesischsprachige Universität ist ihre Aufgabe, der koreanischen Minderheit die höhere Bildung zu ermöglichen.

## Überblick
Die Yanbian-Universität gehört zu den Universitäten des Projekts 211 und hatte 2004 rund 16.500 Studenten und knapp 1.500 wissenschaftliche Angestellte. Rund 400 Studenten kamen aus dem Ausland, die meisten von ihnen aus Südkorea, Japan, den Vereinigten Staaten und Russland. Sie besteht aus 12 Fakultäten.

## Internationale Zusammenarbeit
Die Yanbian-Universität arbeitet auf internationaler Ebene mit größeren südkoreanischen Universitäten und auch einigen nordkoreanischen wissenschaftlichen Instituten zusammen.